# Free Fallin’
Free Fallin’ ist ein Folk-Rock-Titel des US-amerikanischen Musikers Tom Petty. Das Stück entstammt Pettys erstem Soloalbum Full Moon Fever aus dem Jahr 1989.

## Hintergrund
Free Fallin’ wurde vom Interpreten selbst, gemeinsam mit dem britischen Musiker Jeff Lynne geschrieben. Gemeinsam mit Heartbreakers-Mitglied Mike Campbell waren beide Autoren auch für die Produktion zuständig.
Die Erstveröffentlichung von Free Fallin’ erfolgte als Teil von Pettys erstem Soloalbum Full Moon Fever am 24. April 1989. Fünf Monate später wurde das Lied als Single aus dem Album ausgekoppelt. Diese erschien erstmals am 27. Oktober 1989 durch MCA Records und war auf verschiedenen Medien zu erwerben.

## Inhalt
Free Fallin’ erzählt von einem Liebesdrama. Das Lyrische Ich, ein junger Mann, verlässt seine Freundin, obwohl sie ein gutes Mädchen ist, das Jesus und Amerika liebt und verrückt nach Elvis Presley ist. Er ist auf der Suche nach Freiheit, die er im freien Fall erhalten kann.

## Rezensionen
Stephen Thomas Erlewine von der Musikplattform Allmusic bezeichnete Free Fallin’ als eine „Coming-of-Age-Ballade“ und meinte, es könnte der vielleicht beste Song Tom Pettys sein.
Darüber hinaus belegte das Stück Platz 177 der „500 besten Songs aller Zeiten“ des Rolling Stone sowie Platz 308 der „Songs of the Century“ (englisch für „Lieder des Jahrhunderts“), einer von der RIAA erstellten Auswertung.

## Kommerzieller Erfolg

### Chartplatzierungen
Free Fallin’ erreichte im Jahr seiner Veröffentlichung Rang sieben in den US-amerikanischen Billboard Hot 100 sowie Rang 59 im Vereinigten Königreich. Im deutschsprachigen Raum verfehlte das Lied zunächst den Einstieg in die Singlecharts, erreichte jedoch nach dem Tod Pettys Rang 86 in der Schweiz.
| ChartsChartplatzierungen       | Höchstplatzierung | Wochen |
| ------------------------------ | ----------------- | ------ |
| Schweiz (IFPI)                 | 86 (1 Wo.)        | 1      |
| Vereinigte Staaten (Billboard) | 7 (21 Wo.)        | 21     |
| Vereinigtes Königreich (OCC)   | 59 (8 Wo.)        | 8      |

| ChartsJahrescharts (1990)      | Platzierung |
| ------------------------------ | ----------- |
| Vereinigte Staaten (Billboard) | 64          |

### Auszeichnungen für Musikverkäufe
| Land/Region                  | Auszeichnungen für Musikverkäufe (Land/Region, Auszeichnung, Verkäufe) | Verkäufe |
| ---------------------------- | ---------------------------------------------------------------------- | -------- |
| Dänemark (IFPI)              | Gold                                                                   | 45.000   |
| Neuseeland (RMNZ)            | 6× Platin                                                              | 180.000  |
| Spanien (Promusicae)         | Gold                                                                   | 30.000   |
| Vereinigtes Königreich (BPI) | Platin                                                                 | 600.000  |
| Insgesamt                    | 2× Gold · 7× Platin ·                                                  | 855.000  |